# Sierra de las Nieves

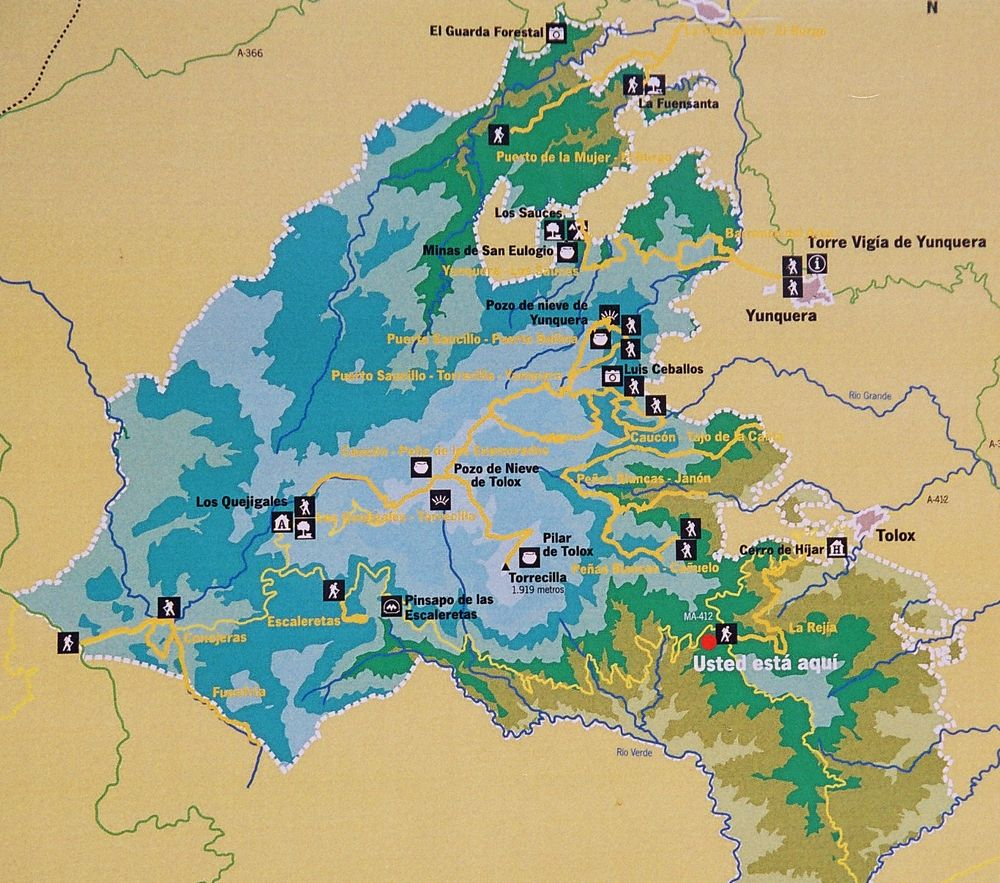
Situation de la Sierra de las Nieves

Pour les articles homonymes, voir Sierra, Sierra de las Nieves (homonymie) et Nieves (homonymie).
La Sierra de las Nieves est l’une des 9 comarques de la province de Malaga, située dans la communauté autonome d’Andalousie, au sud de l’Espagne.

## Communes
Les communes appartenant à la comarque de la Sierra de las Nieves sont :
- Alozaina
- El Burgo
- Casarabonela
- Guaro
- Istán
- Monda
- Ojén
- Tolox
- Yunquera